# 210 (số)
210 (hai trăm mười) là một số tự nhiên ngay sau 209 và ngay trước 211.

## Trong toán học
- 210 là tích của 4 số nguyên tố đầu tiên (tức là hợp số nhỏ nhất bằng tích của 4 số nguyên tố).